# Rampur
För andra betydelser, se Rampur (olika betydelser).

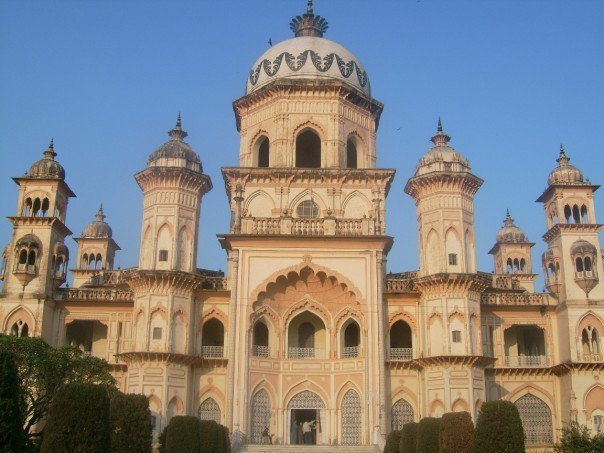
Razabiblioteket i Rampur.

Rampur är en stad i den indiska delstaten Uttar Pradesh, och är den administrativa huvudorten för distriktet Rampur. Den hade 325 313 invånare vid folkräkningen 2011, med förorter 349 258 invånare. Förr var Rampur säte för en nawab. Staden ligger vid Ramgangas biflod Kosi och flera järnvägar. Rampur är ryktbar för sin tillverkning av sjalar och sidendamaster, vilka exporterats till alla delar av landet, och har en berömd koranskola.